# Floda (stacja kolejowa)
Floda (szwedzki: Floda station) – stacja kolejowa w Floda, w regionie Västra Götaland, w Szwecji, na Västra stambanan. Oryginalny budynek dworca był tzw Partilledsmodellen. Obecny budynek dworca został ukończony w 1903 roku i od tego czasu przeszedł kilka zmian. Na stacji zatrzymuje się dziś pociągi podmiejskie na trasie Göteborg – Alingsås. 

## Linie kolejowe
- Västra stambanan